# دهستان قره‌سو غربی
دهستان قره‌سو غربی یکی از دهستان‌های شهرستان ترکمن در استان گلستان ایران است که در بخش سیجوال قرار دارد.

## جمعیت
براساس سرشماری مرکز آمار ایران در سال ۱۳۹۵، جمعیت دهستان قره‌سو غربی ۷۸۱۶ نفر (در ۲۰۵۴ خانوار) بوده‌است.